# لهجة فرعية

اللهجة الفرعية هي قسم فرعي من لهجة. يمكن تقسيم اللهجة الفرعية أكثر، في نهاية المطاف إلى لهجة فردية.
عادة ما تكون الفروق الفردية للهجة الواحدة قريبة جداً من بعضها البعض، وتختلف أساساً في النطق وبعض الكلمات المحلية.
في بعض اللغات هناك كلمة خاصة لمثل هذه المجموعة الصغيرة من اللغة، مثلا: (بالروسية: говор)‏ govor، (بالرومانية: grai)‏، (بالبولندية: gwara)‏.